# تحلیل شبکه پویا

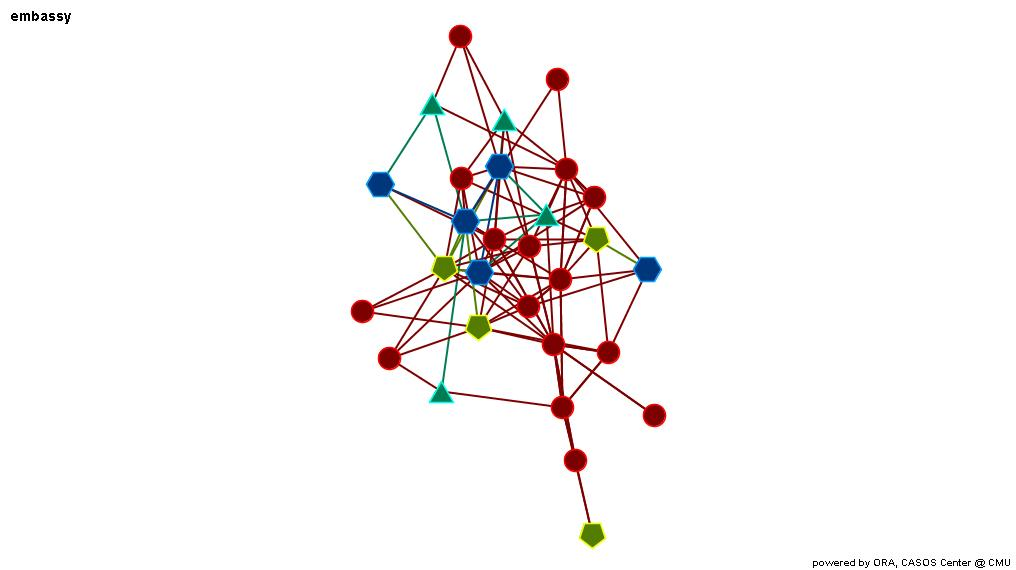
نمونه‌ای از نمودار شبکه پویا چندنهادی، چندشبکه‌ای

تحلیل شبکه پویا (به انگلیسی: Dynamic network analysis) یا (DNA) زمینه علمی نوظهوری است که تحلیل شبکه‌های اجتماعی (SNA)، تحلیل پیوند (LA)، شبیه‌سازی اجتماعی و سامانه چندعاملی (MAS) را در داخل علم شبکه و نظریه شبکه گردهم می‌آورد.

## نمای کلی
تحلیل شبکه پویا دو جنبه دارد:
- جنبه اول، استنباط آماری داده‌های DNA است.
- جنبه دوم، استفاده از شبیه‌سازی برای رسیدگی به مسایل شبکه پویا است.

شبکه پویا با شبکه‌های اجتماعی سنتی متفاوت هست زیرا پویا، بزرگ‌تر، چندحالته و بسیار پیچیده هست که ممکن است دارای سطوح مختلفی از عدم قطعیت باشد. تفاوت اصلی DNA با SNA آنست که شبکه پویا تعاملات ویژگی‌های اجتماعی را در نظر می‌گیرد که ساختار و رفتار شبکه‌ها را شرطی می‌کند ولی شبکه اجتماعی به تجزیه و تحلیل زمانی گره خورده‌است البته تجزیه و تحلیل زمانی لزوماً به DNA مرتبط نیست زیرا تغییرات در شبکه‌ها گاهی ناشی از عوامل خارجی است که مستقل از ویژگی‌های اجتماعی موجود در شبکه‌ها هست. یکی از چشمگیرترین و اولین موارد در استفاده از DNA در مطالعه صومعه سامپسون است، جایی که او از همان شبکه از فواصل زمانی مختلف عکس‌های فوری گرفت و تکامل شبکه را مشاهده و تجزیه و تحلیل کرد.
ابزارهای آماری DNA عموماً برای شبکه‌های مقیاس بزرگ بهینه‌سازی شده‌اند و تجزیه و تحلیل شبکه‌های متعدد را به‌طور همزمان می‌پذیرند که در آن، چندین نوع گره (چندگره) و چندین نوع پیوند (چندپلکس) وجود دارد. شبکه‌های چندگره‌ای چندپلکس معمولاً به عنوان شبکه‌های متا یا شبکه‌های با ابعاد بالا شناخته می‌شوند. در مقابل، ابزارهای آماری SNA بر روی داده‌های تک یا حداکثر دو حالت تمرکز می‌کنند و تجزیه و تحلیل تنها یک نوع پیوند را در هر زمان تسهیل می‌کنند. ابزارهای آماری DNA تمایل به ارائه معیارهای بیشتری به کاربر دارند، زیرا آنها معیارهایی دارند که از داده‌های گرفته شده از چندین شبکه به‌طور همزمان استفاده می‌کنند. مدل‌های فضای پنهان (سرکار و مور، ۲۰۰۵) و شبیه‌سازی مبتنی بر عامل اغلب برای بررسی شبکه‌های اجتماعی پویا استفاده می‌شود (کارلی و همکاران، ۲۰۰۹). از دیدگاه شبیه‌سازی رایانه‌ای، گره‌ها در DNA مانند اتم‌ها در تئوری کوانتومی هستند، گره‌ها را می‌توان، اگرچه لازم نیست، به‌عنوان احتمالی در نظر گرفت در حالی که گره‌ها در یک مدل SNA سنتی ایستا، گره‌ها در یک مدل DNA توانایی یادگیری را دارند. خواص در طول زمان تغییر می‌کند. گره‌ها می‌توانند سازگار شوند: کارمندان یک شرکت می‌توانند مهارت‌های جدیدی را بیاموزند و ارزش خود را برای شبکه افزایش دهند. یا یک تروریست را دستگیر کنید و سه نفر دیگر مجبور به بداهه‌سازی می‌شوند. تغییر از یک گره به گره دیگر و غیره منتشر می‌شود. DNA عنصر تکامل یک شبکه را اضافه می‌کند و شرایطی را در نظر می‌گیرد که تحت آن تغییرات احتمالاً رخ می‌دهد.
سه ویژگی اصلی برای تحلیل شبکه پویا وجود دارد که آن را از تحلیل شبکه‌های اجتماعی استاندارد متمایز می‌کند:
- ویژگی اول، DNA به جای استفاده از شبکه‌های اجتماعی، به متاشبکه‌ها نگاه می‌کند.
- ویژگی دوم، مدل‌سازی مبتنی بر عامل و سایر اشکال شبیه‌سازی اغلب برای بررسی چگونگی تکامل و انطباق شبکه‌ها و همچنین تأثیر مداخلات در آن شبکه‌ها استفاده می‌شود.
- ویژگی سوم، پیوندهای موجود در شبکه باینری (دستگاه اعداد دودویی) نیستند. در واقع، در بسیاری از موارد آنها احتمال وجود پیوند را نشان می‌دهند.

## متاشبکه
متاشبکه یک شبکه چندحالته، چندپیوندی و چندسطحی است.
- چندحالته به این معناست که انواع مختلفی از گره‌ها وجود دارد. به عنوان مثال، افراد و مکان‌ها را گره می‌دهد.
- چندپیوندی به این معناست که انواع مختلفی از پیوندها وجود دارد؛ مثلاً دوستی و نصیحت.
- چندسطحی به این معناست که برخی از گره‌ها ممکن است اعضای گره‌های دیگری باشند، مانند شبکه‌ای متشکل از افراد و سازمان‌ها و یکی از پیوندها این است که چه کسی عضو کدام سازمان است.

در حالی که پژوهشگران مختلف از حالت‌های متفاوتی استفاده می‌کنند، حالت‌های رایج بیانگر چه کسی، چه چیزی، چه زمانی، کجا، چرا و چگونه است. یک مثال ساده از یک متاشبکه، فرمول PCANS با افراد، وظایف و منابع است. فرمول‌بندی دقیق‌تر افراد، وظایف، منابع، دانش و سازمان‌ها را در نظر می‌گیرد. ابزار ORA برای پشتیبانی از تحلیل متاشبکه توسعه داده شده‌است.

## مسایل گویا که افراد در ناحیه DNA روی آنها کار می‌کنند
- توسعه معیارها و آمار برای ارزیابی و شناسایی تغییرات درون و بین شبکه‌ها.
- توسعه و اعتبارسنجی شبیه‌سازی برای مطالعه تغییر شبکه، تکامل، انطباق، زوال. شبیه‌سازی رایانه‌ای و مطالعات سازمانی را ببینید.
- توسعه و آزمایش نظریه تغییر شبکه، تکامل، انطباق، زوال[۷]
- توسعه و اعتبارسنجی مدل‌های رسمی تولید و تکامل شبکه
- توسعه تکنیک‌هایی برای تجسم تغییرات شبکه به‌طور کلی یا در سطح گره یا گروه
- توسعه تکنیک‌های آماری برای مشاهده اینکه آیا تفاوت‌های مشاهده شده در طول زمان در شبکه‌ها به دلیل نمونه‌های متفاوت از توزیع پیوندها و گره‌ها است یا تغییرات در طول زمان در توزیع زیربنایی پیوندها و گره‌ها
- توسعه فرآیندهای کنترلی برای شبکه‌ها در طول زمان
- توسعه الگوریتم‌هایی برای تغییر توزیع پیوندها در شبکه‌ها در طول زمان
- توسعه الگوریتم‌هایی برای ردیابی گروه‌ها در شبکه‌ها در طول زمان
- توسعه ابزارهایی برای استخراج یا مکان‌یابی شبکه‌ها از منابع داده‌های مختلف مانند متون
- توسعه اندازه‌گیری‌های آماری معتبر در شبکه‌ها در طول زمان
- بررسی استحکام معیارهای شبکه با انواع مختلف داده‌های از دست رفته
- مطالعات تجربی چند حالته چند پیوندی چند دوره شبکه
- بررسی شبکه‌ها به عنوان پدیده‌های احتمالی متغیر زمانی
- پیش‌بینی تغییر در شبکه‌های موجود
- شناسایی مسیرهای پیاده‌روی در طول زمان با توجه به تداوم شبکه‌ها
- شناسایی تغییرات در بحرانی بودن گره با توجه به تداوم شبکه‌ها هر چیز دیگری که مربوط به شبکه‌های چند حالته چند پیوندی چند زمانه است.
- مطالعه پیاده‌روی تصادفی در شبکه‌های زمانی[۸]
- کمی‌سازی ویژگی‌های ساختاری توالی‌های تماس در شبکه‌های پویا که بر فرآیندهای پویایی تأثیر می‌گذارد[۹]
- ارزیابی فعالیت مخفی[۱۰] و شبکه‌های نامشخص[۱۱]
- تحلیل استنادی[۱۲]
- تحلیل رسانه‌های اجتماعی[۱۳]
- ارزیابی سیستم‌های بهداشت عمومی[۱۴]
- تحلیل نتایج ایمنی بیمارستان[۱۵]
- بررسی ساختار خشونت قومی از داده‌های خبری[۱۶]
- ارزیابی گروه‌های تروریستی[۱۷]
- زوال اجتماعی تعاملات اجتماعی آنلاین[۱۸]
- مدل‌سازی تعاملات کلاسی در مدارس[۱۹]

## پیوند با بیرون
- سمینار اکتشافی رادکلیف در مورد شبکه‌های پویا
- مرکز تحلیل محاسباتی سیستم‌های اجتماعی و سازمانی (CASOS)